# Автомагістраль А115 (Франція)
Автомагістраль A115 — французька автомагістраль протяжністю 13 км, розташована в департаменті Валь-д'Уаз у регіоні Париж. Вона з’єднує автомагістраль A15 біля Саннуа з Франсільєн через розв’язку Мері-сюр-Уаз. Таким чином, це дає змогу приєднатися до автомагістралі A16 у напрямку Ам’єна та Кале з північного заходу Парижа. Не надано, ним керує Міжвідомче управління доріг (DIR) Іль-де-Франс.

## Особливості

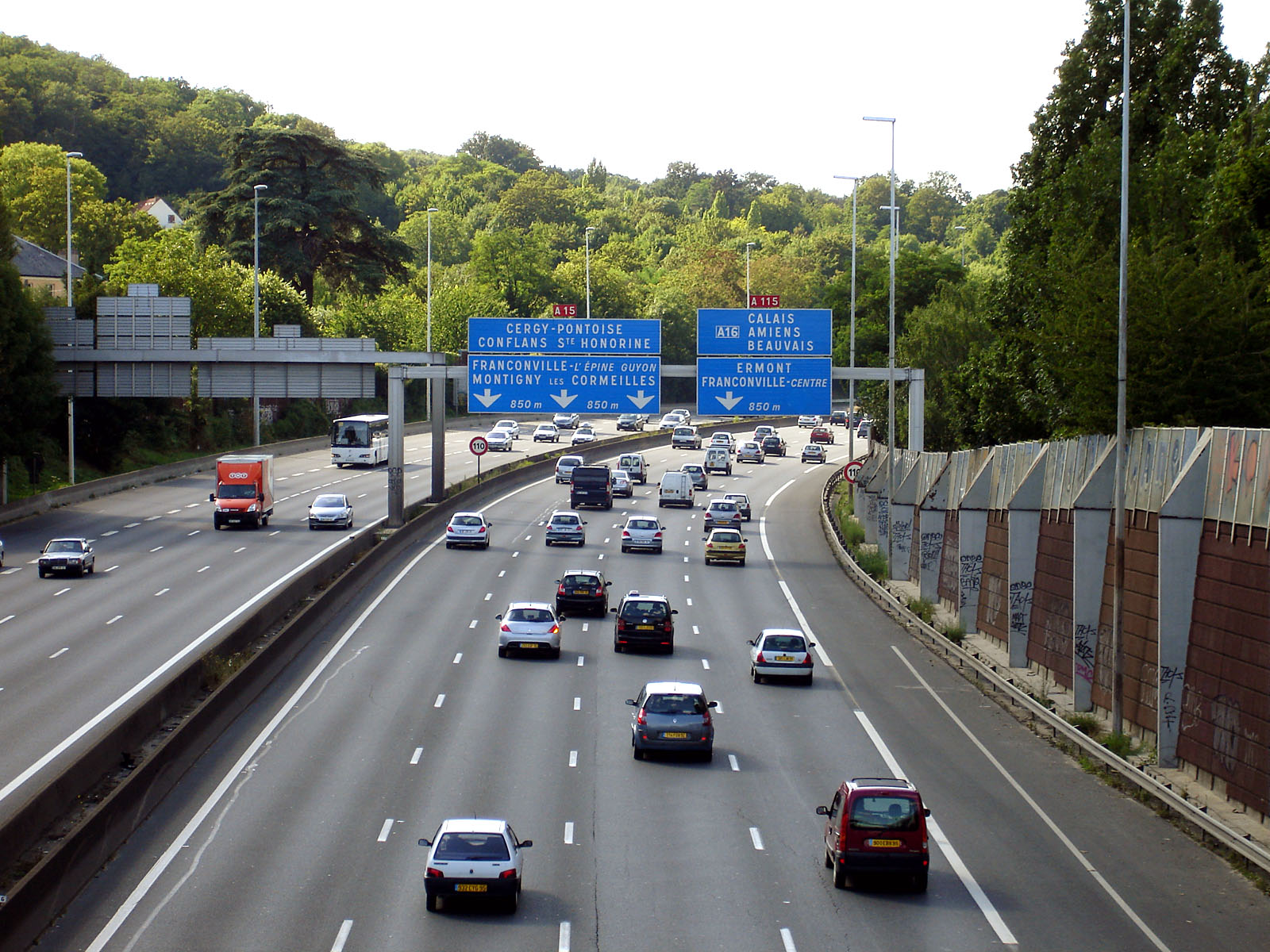
Автомагістраль A15 у Саннуа за кілька метрів до перехрестя з автострадою A115 (Валь-д'Уаз).

Автомагістраль A115, 2 × 2 voies, є головною дорогою в департаменті Валь-д'Уаз, що з'єднує A15 з Франсільєн розв'язкою Мері-сюр-Уаз, звідки автомобілісти можуть безперешкодно приєднатися до A16 у Кале.
Спочатку автомагістраль з’єднала Саннуа з Бошаном, потім Таверні у 2000 році та Бессанкур через криту траншею довжиною 500 метрів.
У вересні 2004 року була відкрита остання ділянка між Бессанкуром і Мері-сюр-Уаз, що дало можливість приєднатися до N184 через розв'язку Мері-сюр-Уаз.

## Освітлення
З початку 2008 року автомагістраль A115 (а також A1, A15 і частина RN184) більше не освітлювалася через крадіжки кабелю.